# Shingayi Kaondera
Shingayi Kaondera (né le 31 juillet 1982 à Seke au Zimbabwe) est un footballeur international zimbabwéen évoluant au milieu de terrain.

## Biographie
Kaondera a commencé sa carrière à Darryn en 1997. Entre 1999 et 2002 il a joué pour Górnik Zabrze en Pologne avant la signature pour AE Paphos en Division chypriote en 2005. En 2005-2006 il a joué pour Gaziantepspor. La saison suivante il est allé à Supersport United en Soccer League sud-africaine. En juillet 2007 il a signé un contrat de deux ans avec le club chypriote AEK Larnaca. Cependant, en janvier 2008 déplacé à Nea Salamina.